# A buddhizmus és a házasság
A buddhizmusban a házasságkötés alapvetően világi dolognak számít, ezáltal nem tekinthető szentségnek. A buddhisták számára annyi az elvárás, hogy kövessék az élőhelyük szerinti kormány által előírt házasságra vonatkozó szabályokat.
Annak ellenére, hogy a japán buddhisták nézete szerint is a házasodás polgári esemény, házasságkötés után sokan mégis áldást kérnek a helyi buddhista templom papjaitól.

## Története
Buddha soha nem beszélt a házasság ellen, viszont felhívta a figyelmet a házasélettel járó néhány nehézségre. A Parabhava szútrában (SN 1.6) a következőket mondja:
|  | „Nem elégedettként saját feleségével, szajhákkal és mások feleségével mutatkozva -- ez az egyén egyik bukásának oka. A fiatal koron túl, fiatal feleséget választani és álmatlanul virrasztani féltékenyen -- ez az egyén egyik bukásának oka.” |
|  | |

## Nézetek
A páli kánon, a théraváda buddhizmusban használatos szent szövegek gyűjteménye, bizonyos fokon elismeri a homoszexualitást a Vinajában, a szerzetesek magaviseleti szabályzata, ugyanis egyaránt tiltja a „kéregetők” („bhikkhuk”) számára a szexualitást mind a másik neműekkel, mind az azonos neműekkel. A homoszexualitás ezen elismerése ellenére a szöveg nem tartalmaz semmilyen bűntetést vagy ítéletet a homoszexualitással kapcsolatban. Az összes buddhista irányzat szerint, köztük a tibeti buddhizmus is, a buddhista gyakorlat középpontjában az együttérzés, a szeretet és a kedvesség áll, így a szeretet minden formája elfogadott.
A 14. dalai láma a heteroszexuális házasság előnyeiről a következőket mondta:
|  | „A Nyugaton túl sok ember mondott le a házasságról. Nem értik, hogy a házasságban kölcsönös szeretet fejlődhet ki, mély tisztelet, bizalom és egy másik emberi lény szükségleteinek felismerése... Azok a kapcsolatok, amelyek könnyen jönnek és mennek, több szabadságot biztosítanak, ám kevesebb elégedettséget.” |
|  | |

A buddhizmus ugyan se nem bátorít, se nem ellenzi a házasságot, szolgál mégis néhány tanáccsal. A buddhista gyakorlatok igen eltérőek lehetnek a különböző buddhista irányzatokban. A házasság azonban azon kevés témák közé tartozik, amely kimondottan szerepel a sílában (magaviseleti szabályzat).
A buddhista etika alapvető szabályzata, a Panycsasíla (vagy öt fogadalom) int a helytelen szexuális magaviselettel kapcsolatosan, azonban a helyi kultúrától függően erősen eltérhet, hogy a helyi buddhista nézet szerint ez mit jelent pontosan.
A Dígha-nikája 31 (páli: Szígálováda-szutta, magyarul: Beszéd Szigálának – A világiak fegyelmi szabályzata) leírja, hogy milyen a helyes tisztelet, amelyet a házastárs felé érdemes mutatni.

## Válás
Mivel a házasság világi dolog, a buddhizmus nem rendelkezik a válással kapcsolatban. K. Sri Dhammananda szerint „ha a férj és a feleség tényleg képtelenek együtt élni, akkor a nyomorúságos, egymás kínzásával teli élet helyett jobb, hogyha szabadon választhatnak, hogy különváljanak és békében éljenek”.